# جان ارسکین
جان ارسکین (انگلیسی: John Erskine, Earl of Mar؛ ۱۶۷۵ – مه ۱۷۳۲) نظامی و سیاستمدار اهل پادشاهی بریتانیای کبیر بود. وی همچنین برندهٔ جوایزی همچون نشان گل خار شده‌است.